# 숀 콜빈
숀 콜빈(Shawn Colvin, 1956년 1월 10일 ~ )은 미국의 싱어송라이터이다.